# Strong (canção)
"Strong" é uma canção escrita por Robbie Williams e Guy Chambers, gravada pelo cantor Robbie Williams.
É o terceiro single do segundo álbum de estúdio lançado a 26 de Outubro de 1998, I've Been Expecting You.

## Paradas
| Parada (1999) | Posições |
| ------------- | -------- |
| Reino Unido   | 4        |
| Nova Zelândia | 9        |
| Irlanda       | 12       |
| Países Baixos | 55       |
| Alemanha      | 68       |
| França        | 99       |